# محمد الهادي بلقاضي
محمد الهادي بلقاضي (1905 - 1979) كان مفتي الجمهورية التونسية بين 1970 و 1976.

## حياته ونشأته
محمد الهادي بلقاضي ولد في 1905 في تونس العاصمة، هو رجل دين وشيخ تونسي.

ولد محمد الهادي بلقاضي لعائلة عريقة ونبيلة من مدينة تونس. سلف عائلة بلقاضي، من جذور تركية استقر في تونس في القرن السابع عشر، يعتقد أنه كان يعمل قاضيا، ومن ذلك جاء لقب العائلة. أحفاده مارسوا أيضا مهنة صناعة الشاشية حتى القرن التاسع عشر، ومنذ ذلك الوقت، نجد أيضا شيوخ كبار ومعروفين خاصة في مدينة تونس.

والده محمد، كان قاديا على المذهب الحنفي بين 1912 و1917، وأخوه هو الشيخ محمد الشاذلي بلقاضي.

## مناصب
قام محمد الهادي بلقاضي بالتدريس في جامعة الزيتونة في السنوات 1930، بعد أن كان مستشارا في محكمة التعقيب في تونس العاصمة. بعد الاستقلال، عمل في منصب مفتي الجمهورية التونسية بين 1970 و 1976.

## مقالات ذات صلة
- مفتي الجمهورية (تونس)